# 아토마요르주

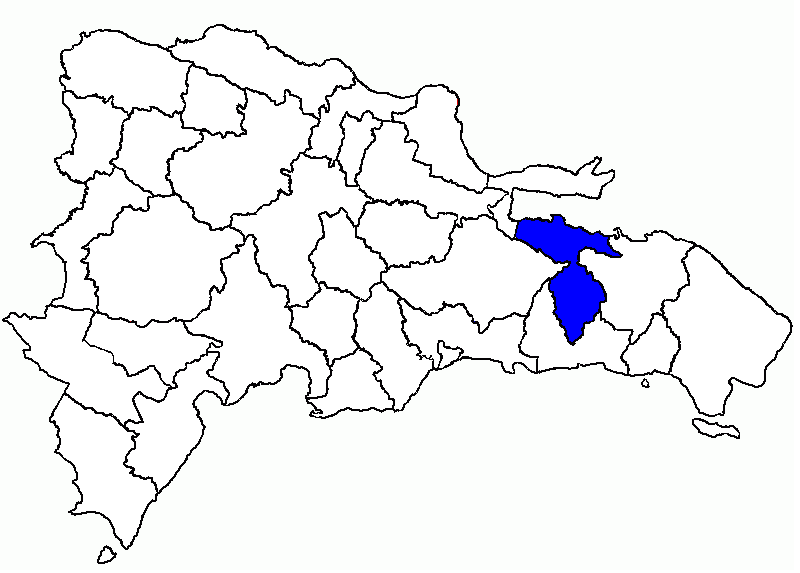
아토마요르 주의 위치

아토마요르주(스페인어: Hato Mayor)는 도미니카 공화국 북동부에 위치한 주로 주도는 아토마요르델레이이며 면적은 1,329.29km2, 인구는 103,032명(2014년 기준)이다. 1984년 엘세이보 주에서 분리되어 신설되었다.
서쪽으로는 사마나 주와 몬테플라타 주, 남쪽으로는 산페드로데마코리스 주, 동쪽으로는 엘세이보 주, 북쪽으로는 대서양과 접한다. 3개 지방 자치체와 4개 지구를 관할한다.